# Vlagyikavkaz
Vlagyikavkaz (korábban egy ideig Ordzsonikidze) Észak-Oszétia fővárosa és egyben Oszétia régió legnagyobb városa. A 2010-es népszámlálás szerint lakosainak száma 310 ezer fő, agglomerációval együtt 330 ezer.
A Tyerek két partján fekszik, a Kaukázus lábánál. A várostól 30 km-re található a Darial-szurdok és az úgynevezett Grúz hadiút, ami Vlagyikavkazt és Tbiliszit összekötötte.
Nevének jelentése: „Urald a Kaukázust!” (hasonló módon kapta nevét Vlagyivosztok is). Oszét neve: Dzaudzsikau, ami annyit tesz: Dzaug faluja.

## Története
A települést 1784-ben alapították II. Katalin orosz cárnő rendeletére a Kaukázusban terjeszkedő oroszok, mint katonai erődítményt. 1860-ban városi rangot kapott és egyre több oszét költözött ide a hegyekből. 1863-tól kormányzósági székhely. A gyors fejlődéshez hozzájárult, hogy 1875-ben megépült a várost Rosztovval összekötő vasút.  A 20. század elején és 1917-ben a forradalmi mozgalom egyik jelentős központja volt. Itt tevékenykedett Szergo Ordzsonikidze, akiről a szovjet időkben átnevezték a várost Ordzsonikidzére. 1933-ban Észak-Oszétia közigazgatási központja lett. 1935-ben nyitotta meg kapuit az Észak-oszétiai Állami Drámai Színház, amely már akkoriban műsorára tűzött darabokat oszét szerzőktől. A békés fejlődést a háború szakította meg. A második világháborúban itt állították meg az előretörő német seregeket. A háború után tovább haladt az iparosítás. Vlagyikavkaz lett az Észak-Kaukázus egyik ipari központja. Jelentős volt – és ma is az – a fémipar, elektronika, vegyipar, színesfémkohászat, fafeldolgozás és építőipar. 1990-ben, a Szovjetunió felbomlása idején a város visszakapta a Vlagyikavkaz nevet. 

## Jelenleg
Napjainkban itt működök az Észak-oszétiai Állami Egyetem, Orvosi Akadémia illetve több moszkvai egyetem kihelyezett intézménye.
Vlagyikavkazban székel az észak-oszétiai parlament, a kormány, az alkotmánybíróság és Észak-Oszétia elnöke is. 
A városnak élénk a sportélete, legjelentősebb sportklubja az Alanyija Vlagyikavkaz futball klub, mely jelenleg az orosz első osztályban szerepel.

## Nemzetiségek, vallások
A lakosság 59 százaléka oszét nemzetiségűnek vallotta magát a népszavazáson, 27 százalék orosznak, a többi nemzetiség: örmények, grúzok, ukránok, ingusok stb.
A többség ortodox keresztény vallású, a kisebbség muszlim. A városban egyaránt találhatunk templomokat (pl. Szent György-templom) és mecseteket. 

## Híres emberek
A városban az oszét kultúra olyan nagyságai éltek, mint Koszta Hetagurov, Maharbek Tuganov, Szeka Gadiev vagy Arszen Kocojev.
Orosz részről több-kevesebb ideig Vlagyikavkazban élt Puskin, Lermontov, Gribojedov, Csehov, Alekszandr Osztrovszkij és Lev Tolsztoj.
- Itt született Szoszlan Petrovics Angyijev (1952–2018) kétszeres olimpiai bajnok szovjet-orosz birkózó.
- Itt született Valerij Georgijevics Gazzajev (1954–) szovjet válogatott orosz labdarúgó, edző.
- Itt született Jevgenyij Alekszejevics Torcsinov (1956–2003) szovjet–orosz sinológus, buddhológus.
- Itt született Alekszandr Valentyinovics Mozsajev (1958–) szovjet-orosz párbajtőrvívó.
- Itt született Ruszlan Alekszandrovics Kambolov (1990–) orosz válogatott labdarúgó.

- Itt halt meg Földvári Aladár (1906–1973) Kossuth-díjas geológus